# Chaczik
Chaczik – wieś w Armenii, w prowincji Wajoc Dzor. W 2011 roku liczyła 862 mieszkańców.